# Немачка подморница У-9
Подморница У-9 је била Немачка подморница типа II-Б и коришћена у Другом светскомм рату. Подморница је изграђена 21. августа 1935. године и служила је у 1. подморничкој флотили (1. септембар 1935 — 1. август 1939), 1. подморничкој флотили (1. октобар 1939 — 31. децембар 1939) — школски брод, 1. подморничкој флотили (1. јануар 1940 — 30. јун 1940), 24. подморничкој флотили (1. јул 1940 — 31. октобар 1940) — школски брод, 21. подморничкој флотили (1. новембар 1940 — 1. мај 1942) — школски брод, и 30. подморничкој флотили (1. октобар 1942 — 20. август 1944).

## Служба
До пред почетак Другог светског рата, подморница У-9 је углавном служила за обуку нових подморничара. Дана, 28. августа 1939. године, она под командом Лудвига Матеза напуста базу Вилхелмсхафен ради „операције Е” и позиционира се у близини Шкотске. Након проведених 22 дана прве борбене патроле, У-9 упловљава у Кил. На следећу борбену патролу подморница У-9 испловаљава 16. јануара 1940. године, под командом Волфганга Лита.
У 20:30 сати, 18. јануара 1940. године, шведски трговачки брод  (заповедник Адолф Фредрик Андерсон) је опажен јужно од подморнице У-9, и био је сумњив, пошто његова национална обележја нису могла бити уочена са даљине од 500 метара. У 22:23 и 22:40 сати, подморница испаљује по једно торпедно, али оба промашују.
Свега 30 минута касније, други шведски трговачки брод — Flandria, је уочен и потопљен једним торпедом испаљеним у 23:53 сати, на око 95 наутичких миља северно од Ијмујдена. Подморница наставља са нападом на брод Patria, и погађа га једним торпедом у висини командног моста у 01:45 сати, 19. јануара, које проузрокује брзо потапање брода.
Преживеле чланове посаде са брода  је покупио норвешки трговачки брод Balzac након два дана, а преживеле са брода  је покупио шведски трговачки брод Frigg. Како је потморница утрошила скоро сва торпеда, она одлази у Вилхелмсхафен, где стиже 22. јануара.
Дана, 5. фебруара 1940. године, подморнице У-9 напуста Вилхелмсхафен и одлази у акцију полагања мине и патролирање у близини Шкотске. У 18:20 сати, 11. фебруара, естонски трговачки брод Linda је уочен и погођен једним торпедом, које прелама брод на два дела. Предњи део је потонуо одмах, а задњи део четири минута касније. Након 13 дана проведених на мору, У-9 упловљава у Вилхелмсхафен.
Следеће испловавање У-9 у патролу је 14. марта, и након свега 7 дана патроле она се враћа у базу Вилхелмсхафен. У склопу операције за инвазију на Норвешку, подморница У-9 напуста 4. априла базу Вилхелмсхафен и остаје на патролирањеу до 24. априла, када упловљава у Кил.
Дана, 4. маја 1940. године, у 21:10 сати, британски танкер San Tiburcio (заповедник Валтер Фредерик Фин), на коме се налазило 2193 тона горива и 12 авиона Шорт Сандерленд, је ударио у мину, коју је подморница У-9 поставила 10. фебруара, 4 наутичке миље од Тарбет Неса. Један тегљач и разарач Codrington су били послати да помогну танкеру, али он се ломи на два дела и тоне у року од 45 минута. Заповедника и 39 чланова посаде је спасио ескортни брод Leicester City и искрцао их у Инвергордону. Заповедник танкера Валтер Фредерик Фин, гине на свом следећем броду — танкеру San Arcadio, који је потопила немачка подморница У-107, 31. јануара 1942. године.
На своје следеће патролирање подморница У-9 креће из Кила 5. маја, и оперише у близини Белгијске и Холандске обале, у склопу операције, напада на Белгију, Холандију и Француску, која ће започети 10. маја 1940. године. У 00:14 сати, 9. маја, француска подморница Doris која се налазила у површинској пловидби, бива погођена једним торпедом са подморнице У-9, експлодира и тоне у року од једног минута. Комплетна посада од 45 људи, међу којима и тројица из британске морнарице, су прилоком овог напада погинули.
Два дана након успешног напада на француску подморницу, подморница У-9 у 00:49 сати, 11. маја, уочава естонски трговачки брод Viiu, који је био без пратње, и погађа га једним торпедом, које проузрокује потонуће брода за свега један минут. Пет преживелих чланова посаде, касније сакупља британски ескортер Arctic Hunter, 10 наутичких миља источно од Нос Хеда. На броду су се поред посаде налазили и преживели чланови посаде британског теретног брода Henry Woodall (625 тона), који је потонуо истог дана, услед удара у мину, три наутичке миље источно од Витемса.
У 14:00 сати, 11. маја 1940. године, британски трговачки брод  (заповедниг Хју Канвеи), који је такође пловио без пратње, бива погођен једним торпедом, испаљеног са подморнице У-9 и тоне одмах, на пола миље од ушћа реке Шелде у море. Заједно са бродом на дно је отишло 1.000 тоне калцијум карбоната и 1.200 тона гвоздене руде. Петнаест члана посаде и један белгијски пилот, том приликом гину. Шест члана посаде је покупио разарач Malcolm и искрцао их је у Ремсгејту, 13. маја.
По повратку у базу Вилхелмсхафен, 15. маја, подморница се снабдева торпедима и осталим потребним стварима, и испловљава одмах сутрдан на ново патролирање у истој области где је патролирала и задњи пут. У 12:54 сати, 23. маја белгијски трговачки брод Sigurd Faulbaum је погођен једним торпедом, које је испалила подморница У-9 и тоне након што се преломио на два дела, на око 15 наутичких миља од Зибругеза. Брод је био вучен од белгијских тегљача Baron de Maere и Graaf Visart, у моменту кад је погођен торпедом, и претпоставља се да је немачка посада саботирала машинско одељење, пре него што је брод заплењен..
Након што се вратила у базу Кил, 30. маја, подморница У-9 је пребачена на Балтик где је од 1. јула 1940. до 1. маја 1942. године, коришћена као школски брод за обуку нових подморничара, а затим је Дунавом пребачена у Констанцу — Румунија, где је уврштена 1. октобра 1942. године у 30 флотилу. У наредне скоро две године, подморница У-9 ће извршити 13 патролна задатка по Црном мору, у трајању од 270 дана, али ће за то време, забележити од усеха, само оштећење једног торпиљера.
У 16:32 сати, 11. мај 1944. године, подморница У-9 испаљује једно торпедо ка конвоју, који је био састављен од танкера, торпељера, једног мониловца и седам малих ескортера, а из ваздиха им је пружало заштиту три хидроавиона МБР. Након 2 минута и 31. секунде, одјекнула је експлозија, која оштећује торпиљер Shtorm.
Подморница У-9 је потопљена у Контанци од совјетских авиона 20. августа 1944. године. Брод је касније извађен од совјета и послат у Николајев где је добио име ТС-16. Крајем 1946. године, подморница У-9 је послата на сечење.

## Команданти
- Ханс-Гинтер Лоф (21. август 1935. — 1936/37)
- Вернер фон Шмит (30. септембар 1935 — 1. октобар 1937)
- Лудвиг Матес (1. октобар 1937 — 18. септембар 1939)
- Макс-Мартин Шулте (19. септембар 1939 — 29. децембар 1939)
- Волфганг Лит (30. децембар 1939 — 10. јун 1940)
- Волфганг Кауфман (11. јун 1940 — 20. октобар 1940)
- Јоахим Деке (21. октобар 1940 — 8. јун 1941)
- Ханс-Јоахим Шмит-Вајхерт (2. јул 1941 — 30. април 1943)
- Ханс-Јоахим Шмит-Вајхерт (28. октобар 1942 — 15. септембар 1943)
- Хајнрих Клапдор (16. септембар 1943 — 2. април 1944)
- Мартин Ламт-Хајен (5. април 1944 — 6. април 1944)
- Клаус Петерсен (7. април 1944. — јун 1944)
- Хајнрих Клапдор (јун 1944. — 20. август 1944)

## Бродови
| Име брода | Држава               | Тежина     | Година изградње | Датум напада      | Напомена |
|           | Шведска              | 1.179 тона | 1898.           | 18. јануар 1940.  | Потопљен |
|           | Шведска              | 1.188 тона | 1915.           | 19. јануар 1940.  | Потопљен |
|           | Естонија             | 1.213 тона | 1899.           | 11. фебруар 1940. | Потопљен |
|           | Уједињено Краљевство | 5.995 тона | 1921.           | 4. мај 1940.      | Потопљен |
|           | Француска            | 552 тоне   | 1930.           | 9. мај 1940.      | Потопљен |
|           | Уједињено Краљевство | 1.930 тона | 1925.           | 11. мај 1940.     | Потопљен |
|           | Естонија             | 1.908 тона | 1917.           | 11. мај 1940.     | Потопљен |
|           | Белгија              | 3.256 тона | 1913.           | 23. мај 1940.     | Потопљен |
|           | Совјетски Савез      | 412 тона   | 1932.           | 11. мај 1944.     | Оштећен  |
| --------- | -------------------- | ---------- | --------------- | ----------------- | -------- |